# Bazina de Gour
Bazina del Gour o El Gour és un jaciment arqueològic situat a la regió de Meknés-Tafilalet, al Marroc. Tot i que Gabriel Camps data el mausoleu amazic que hi ha del segle VII, Emanuele Papi suggereix que probablement és més antic, perquè la tècnica de construcció utilitzada no correspon a la cronologia proposada. A més, les dades del carboni 14 proporcionades per Gabriel Camps possiblement estarien relacionades amb una trinxera tardana o una tomba islàmica construïda sobre el mateix monument.

## Descripció
El mausoleu és una bazina (monument funerari prehistòric africà) circular originàriament amb sis cursos, i devia arribar als 9,20 m d'alçada en l'antiguitat.

## Història
El Gour va ser descrit ja el 1903 pel marqués de Segonzac, que, a més a més, va descriure breument les ruïnes properes de Sidi el Makhfi. Aquests, els va registrar amb una precisió satisfactòria pel capità Pizon. Aquestes ruïnes, probablement d'una instal·lació agrícola, han desaparegut totalment des de la construcció d'una granja al mateix indret.
Al soc, marcat per la presència del mausoleu circular, hi ha dos monuments: el Gour en si i una plataforma rectangular situada al nord-est. Per a un observador que siga al cim de Gour, indica l'est al solstici d'estiu. Dues campanyes d'excavació dutes a terme el 1959 hi trobaren l'estructura d'aquests monuments.

## Situació
El poble (douar) de Souk Jemaa El Gour es troba a uns 30 km a l'est de Meknés, enmig d'un paisatge de turons llaurats. L'estructura anomenada El Gour és damunt una vall fluvial, a uns 500 m al nord-est de la torre d'aigua del poble.

## Patrimoni de la Humanitat
El jaciment es va afegir a la Llista Provisional del Patrimoni Mundial de la UNESCO l'1 juliol del 1995, en la categoria cultural amb el nom d'"El Gour".